# Tomáš Klinka
Tomáš Klinka (* 24. April 1977 in Prag) ist ein tschechischer Fußballspieler.

## Karriere
Tomáš Klinka spielte in Tschechien für acht verschiedene Profivereine, darunter der Hauptstadtclub Slavia Prag, mit dem er 1996 als 19-Jähriger tschechischer Meister wurde. Er bestritt für Slavia zwei Spiele in der ersten tschechischen Liga, bevor er im Jahr der Meisterschaft zu Viktoria Žižkov wechselte.
In Žižkov spielte er vier Jahre erstklassig und bestritt 1997 fünf Spiele für die tschechische U-20-Nationalmannschaft (unter anderem mit Marek Jankulovski, Marek Heinz und Tomáš Ujfaluši). Im Jahr 2000 wechselte er dann zum damaligen Zweitligisten Spolana Neratovice, bei dem er ein halbes Jahr spielte. Von 2000 bis 2003 spielte er für den SK České Budějovice, mit dem er 2001 in die 2. Liga abstieg.
Von 2003 bis 2005 spielte Klinka für FC Bohemians Prag, den 1. FK Drnovice und Tescoma Zlín. 2005 wechselte er nach Deutschland zum FC Erzgebirge Aue. Am 14. März 2008 wurde er suspendiert, da er nicht mehr voll bei der Mannschaft war und Termine vernachlässigte. Als Amateur wechselte er Anfang April 2008 zum SK Kladno. Im Sommer 2008 ging der Stürmer zum slowakischen Erstligisten FC Spartak Trnava, im Februar 2009 kehrte er nach Kladno zurück. Im Winter 2010/11 beendete Klinka seine professionelle Karriere und wechselte zum Prager Viertligisten Admira.

### Erfolge
- Tschechischer Meister 1996 mit Slavia Prag